# Simge
Simge Sağın, nota semplicemente come Simge (Şişli, 8 agosto 1981), è una cantante turca di origini albanesi.

## Biografia
Simge ha fatto il suo debutto discografico con l'EP Yeni çıktı, pubblicato nel marzo 2011 e promosso nei programmi Beyaz Show, Disko Kralı e Hakan Bey. Simge è stata riconosciuta con un premio Pal FM alla miglior rivelazione.
A diversi anni di distanza viene reso disponibile per il consumo l'album in studio d'esordio, dal titolo Ben bazen (2018); la traccia Aşkın olayım ha riscosso successo commerciale a cavallo tra il 2022 e il 2023, finendo in cima alla Turkey Songs per quattro settimane consecutive.
Önümüz yaz, pubblicato nel giugno 2024, è diventato un tormentone estivo, scalando la hit parade turca di Billboard fino al 2º posto. Nel dicembre 2024 è stata premiata con l'Altın Kelebek alla miglior artista femminile.

## Discografia

### Album in studio
- 2018 – Ben bazen

### EP
- 2011 – Yeni çıktı

### Singoli
- 2014 – Bip bip
- 2015 – Miş miş
- 2016 – Yankı (solo o remix con Era7capone e Snow feat. Ozan Bayraşa)
- 2017 – Prens & prenses
- 2017 – Üzülmedin mi?
- 2019 – As bayrakları
- 2020 – Ne zamandır
- 2021 – Sevmek yüzünden
- 2022 – Kısaca
- 2022 – Ne güzel
- 2023 – Harcandıkça
- 2023 – Çapkınca (solo o con Ozan Bayraşa)
- 2023 – Ruhum esirin (con Çağrı Telkıvıran)
- 2023 – Yakışıklı (con i Köfn)
- 2024 – Aşkın olayım
- 2024 – Hu
- 2024 – Bir şehri sevmek (con i Mavi Gri e Ozan Bayraşa)
- 2024 – Söyleme
- 2024 – Önümüz yaz
- 2024 – Sevda koydum adını (Bir gece masalı) (con Alp Yenier)
- 2025 – Anahtar (con Ozan Bayraşa)
- 2025 – Mucize

## Filmografia

### Cinema
- Her Şey Aşktan, regia di Andaç Haznedaroglu (2016)

### Televisione
- Üç Kurus – serie TV, 1 episodio (2021)